# Espaço só para mulheres
Um espaço só para mulheres é uma área onde apenas as mulheres são permitidas, proporcionando assim um local onde não tenham de interagir com os homens. Historicamente e globalmente, muitas culturas tiveram, e muitas ainda têm, alguma forma de reclusão feminina.

## Objetivo e contexto
Vagas exclusivas para mulheres são uma forma de segregação sexual, e práticas como banheiros públicos exclusivos para mulheres, carros de passageiros exclusivos para mulheres em transporte público ou vagas de estacionamento para mulheres podem ser descritas usando ambos os termos. Às vezes, eles são chamados de "espaços seguros". O objetivo é proporcionar às mulheres uma área livre de julgamento ou assédio masculino.
Esses espaços não existem sem desafios. Ativistas dos direitos dos homens iniciaram ações judiciais para obter acesso a espaços exclusivos para mulheres, como por exemplo Stopps v Just Ladies Fitness (Metrotown) Ltd, em relação a uma academia no Canadá. O acesso de mulheres trans, com ou sem reconhecimento legal de seu gênero adquirido, às vezes também é contencioso, tanto do ponto de vista ético quanto jurídico. Em alguns casos, foram levantadas questões sobre o valor e a legitimidade de determinados espaços reservados para mulheres.